# Chlor
Chlor (hay clo, danh pháp IUPAC là chlorine) là nguyên tố hóa học trong bảng tuần hoàn nguyên tố có ký hiệu Cl và số nguyên tử bằng 17, thường tồn tại ở phân tử dạng 2 nguyên tử (Cl2). Nguyên tố này là một halogen, nằm ở ô số 17, thuộc chu kì 3 của bảng tuần hoàn. Ion chlor là một thành phần của muối ăn và các hợp chất khác, nó phổ biến trong tự nhiên và chất cần thiết để tạo ra phần lớn các loại hình sự sống, bao gồm cả cơ thể người. Chlor có ái lực điện tử cao nhất và có độ âm điện đứng thứ 3 trong tất cả các nguyên tố.
Ở dạng khí, nó có màu vàng lục nhạt, nó nặng hơn không khí khoảng 2,5 lần, có mùi hắc khó ngửi, và là chất độc cực mạnh. Ở dạng nguyên tố trong điều kiện chuẩn, chlor là một chất oxy hóa mạnh, được sử dụng làm chất tẩy trắng và khử trùng rất mạnh, cũng như là thuốc thử cần thiết trong ngành công nghiệp hóa chất. Là một chất khử trùng thông thường, các hợp chất chlor được sử dụng trong các bể bơi để giữ sạch sẽ và vệ sinh. Ở thượng tầng khí quyển, chlor chứa trong phân tử chlorofluorocarbons, ký hiệu CFC, có liên quan trong việc gây hại tầng ozone.
Vì chlor là nguyên tố có tính phản ứng cao, toàn bộ chlor trong lớp vỏ Trái đất đều ở dạng hợp chất ion chloride, Cl- , bao gồm muối ăn. Nó là nguyên tố halogen dồi dào thứ hai (sau fluor) và là nguyên tố hóa học phổ biến thứ 21 trong lớp vỏ Trái đất. Tuy nhiên, các lớp trầm tích ở vỏ này rất nhỏ so với trữ lượng chloride khổng lồ trong nước biển.

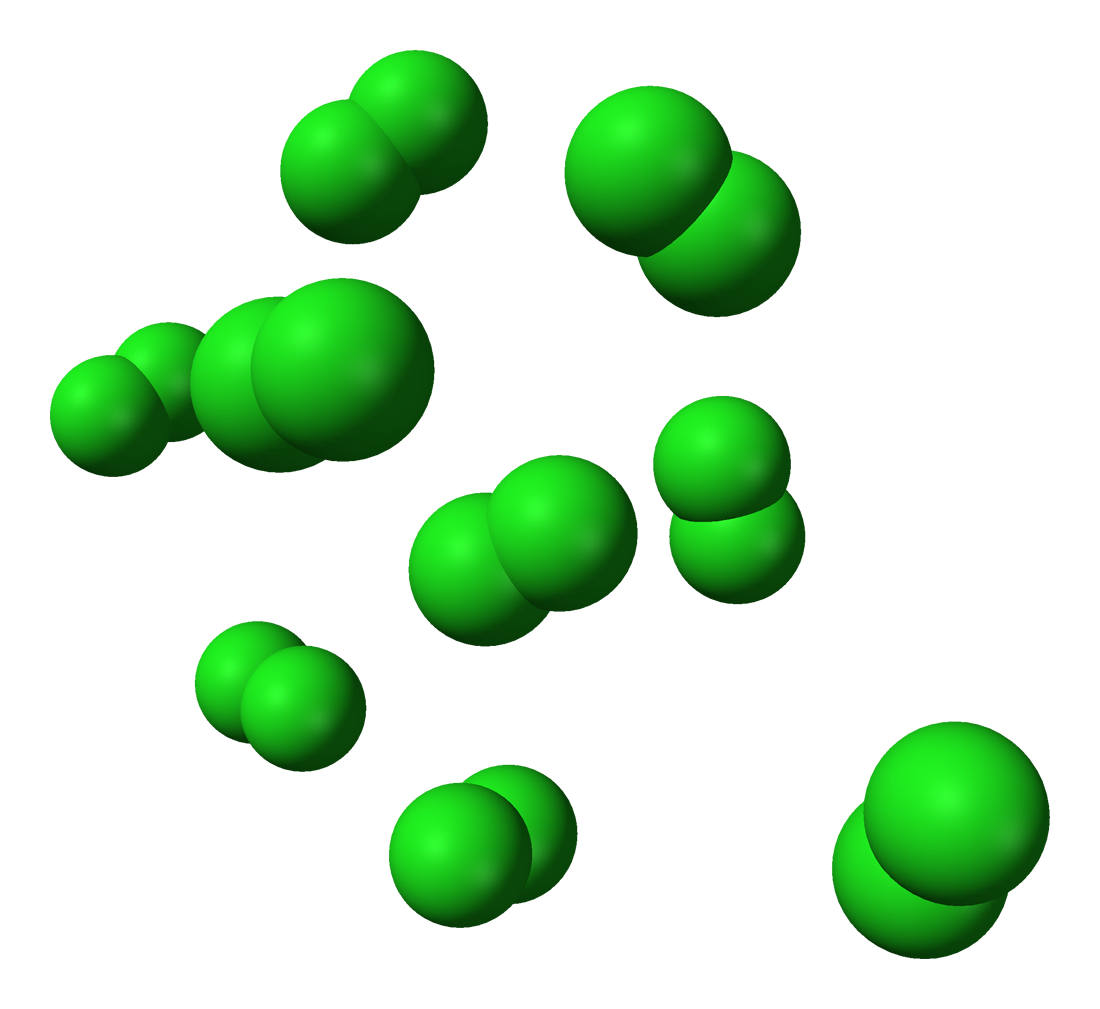
Phân tử khí Chlor

## Lịch sử
Hợp chất phổ biến nhất của chlor, natri chloride, đã được biết đến từ thời cổ đại; các nhà khảo cổ học đã tìm thấy bằng chứng cho thấy muối đá đã được sử dụng sớm nhất là vào năm 3000 trước Công nguyên và nước muối đã được sử dụng sớm nhất là vào năm 6000 trước Công nguyên.

### Phát hiện sớm
Khoảng năm 900, các tác giả của các tác phẩm tiếng Ả Rập được cho là của Jabir ibn Hayyan (Latin: Geber)  (tiếng Latin: Geber) và bác sĩ và nhà giả kim người Ba Tư Abu Bakr al-Razi (k. 865–925, tiếng Latin: Rhazes) đã thí nghiệm với sal ammoniac (ammonium chloride),  khi nó được chưng cất cùng với vitriol (sulfat ngậm nước của các kim loại khác nhau) tạo ra hydro chloride. Tuy nhiên, có vẻ như trong những thí nghiệm ban đầu với muối clorua, các sản phẩm khí đã bị loại bỏ và hydro chloride có thể đã được tạo ra nhiều lần trước khi người ta phát hiện ra rằng nó có thể được sử dụng vào mục đích hóa học. Một trong những ứng dụng đầu tiên là việc điều chế thủy ngân (II) chloride (chất ăn mòn thăng hoa), sản xuất từ việc đun nóng thủy ngân bằng phèn và amoni chloride hoặc với vitriol và natri clorua lần đầu tiên được mô tả trong De aluminibus et salibus ("Về phèn và muối",  một văn bản tiếng Ả Rập thế kỷ 11 hoặc 12 bị gán nhầm là của Abu Bakr al-Razi và được Gerard xứ Cremona, 1144–1187 dịch sang tiếng Latinh vào nửa sau thế kỷ 12). Một bước phát triển quan trọng khác là việc pseudo-Geber (trong De inventione veritatis, " về phát minh chân thực", sau khoảng năm 1300) phát hiện rằng thêm amoni chloride vào acid nitric tạo ra một dung môi có thể hòa tan được vàng (Ví dụ: nước cường toan) Mặc dù nước cường toan là một hỗn hợp không ổn định, liên tục thải ra hơi chlor tự do, khí chlor này dường như đã bị bỏ qua cho đến khoảng năm 1630, khi bản chất của nó là một chất khí riêng biệt được nhà hóa học và bác sĩ người Brabant Jan Baptist van Helmont.

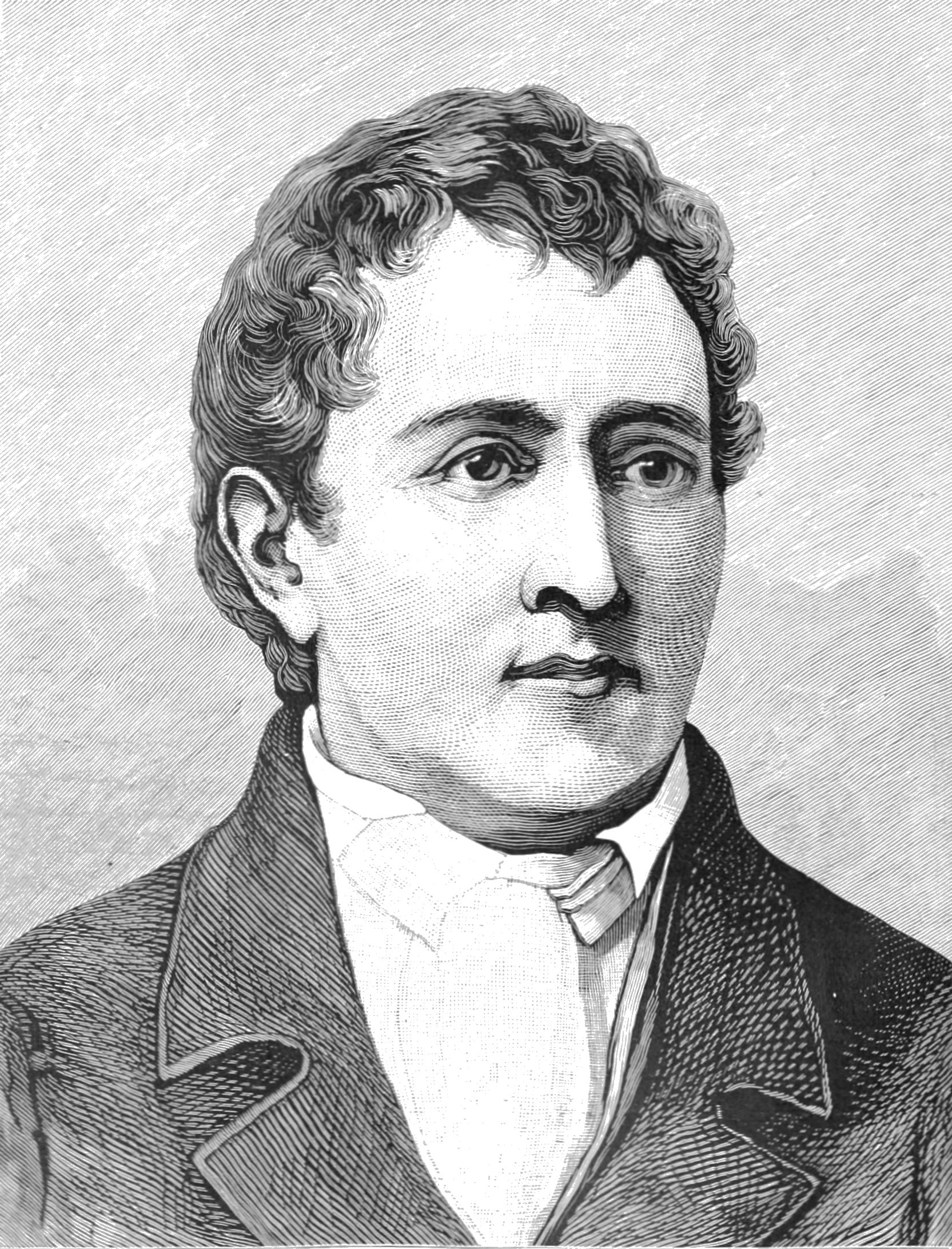
Carl Wilhelm Scheele, người khám phá chlor

### Cô lập
Nguyên tố đực nghiên cứu chi tiết vào năm 1774 bởi nhà hóa học người Thụy Điển Carl Wilhelm Scheele, và ông được ghi công vì điều này. Scheele điều chế khí chlor bằng cách phản ứng MnO2 với HCl:
4 HCl + MnO2 → MnCl2 + 2 H2O + Cl2
Scheele đã quan sát thấy một số tính chất của chlor: tác dụng tẩy trắng trên giấy quỳ tím, tác dụng gây chết côn trùng, màu vàng lục và mùi tương tự như nước cường toan. Ông gọi nó là "dephlogisticated muriatic acid air" bởi vì nó là chất khí (thời đó gọi là "airs") và nó đến từ acid clohydric (thời đó gọi là "acid muriatic"). Ông thất bại trong việc xác định chlor là một nguyên tố.
Lý thuyết hóa học phổ biến vào thời điểm đó cho rằng axit là một hợp chất có chứa oxy ( tên oxy của tiếng Đức và tiếng Hà Lan là sauerstoff hoặc zuurstof, cả hai đều dịch sang tiếng Anh là chất axit), vì vậy một số nhà hóa học, bao gồm Claude Berthollet, đề xuất rằng dephlogisticated muriatic acid air của Scheele, là sự kết hợp của oxy và nguyên tố chưa được khám phámuriaticum.
Vào năm 1809, Joseph Louis Gay-Lussac và Louis-Jacques Thénard cố phân hủy dephlogisticated muriatic acid air bằng cách phản ứng nó với than để sinh ra nguyên tố tự do muriaticum (và carbon dioxide). Họ không thành công và công bố một báo cáo trong đó họ cho rằng có khả năng dephlogisticated muriatic acid air là một nguyên tố, nhưng họ không bị thuyết phục.
Vào năm 1810, Sir Humphry Davy đã thử lại thí nghiệm tương tự và kết luận rằng chất đó là một nguyên tố và không phải hợp chất. Ông công bố kết quả của mình cho Hiệp hội Hoàng gia vào ngày 15 tháng 11 năm đó. Vào thời điểm đó, ông đặt tên nguyên tố là "chlorine", bắt nguồn từ từ Hy Lạp χλωρος (chlōros, "xanh-vàng"), liên tưởng đến màu sắc của nó Tên "halogen", nghĩa là "chất sản xuất muối", ban đầu được sử dụng cho chlor vào năm 1811 bởi Johann Salomo Christoph Schweigger. Thuật ngữ này sau đó được sử dụng như một thuật ngữ chung để mô tả tất cả các nguyên tố trong họ clo (flo, brom, iốt), theo gợi ý của Jöns Jakob Berzelius vào năm 1826. In 1823, Michael Faraday lần đầu tiên hóa lỏng chlor, và chứng minh rằng chất mà lúc đó được gọi là "chlor rắn" có cấu trúc chlorine hydrate (Cl2·H2O).

### Ứng dụng về sau
Khí chlor lần đầu được sử dụng bởi nhà hóa học người Pháp Claude Berthollet để tẩy trắng vải vào năm 1785. Các chất tẩy trắng hiện đại là kết quả của nghiên cứu tiếp theo của Berthollet, người đầu tiên sản xuất natri hypoclorit vào năm 1789 trong phòng thí nghiệm của ông ở thị trấn Javel (nay là một phần của Paris, Pháp), bằng cách cho khí clo đi qua dung dịch natri cacbonat. Chất lỏng này được gọi là "Eau de Javel" ("nước Javen"), một dung dịch natri hypochlorit loãng. Quá trình này không hiệu quả và các phương pháp sản xuất thay thế đã được tìm kiếm. Nhà hóa học và nhà công nghiệp người Scotland Charles Tennant lần đầu tạo một dung dịch calci hypochlorit ("vôi chlor"), và calci hypochlorit rắn (bột tẩy trắng). Các hợp chất này tạo ra lượng chlor nguyên tố thấp và có thể được vận chuyển hiệu quả hơn so với natri hypoclorit, vốn vẫn ở dạng dung dịch loãng vì khi được tinh chế để loại bỏ nước, nó trở thành chất oxy hóa mạnh và không ổn định một cách nguy hiểm. Gần cuối thế kỷ 19, E. S. Smith đã được cấp bằng sáng chế cho phương pháp sản xuất natri hypoclorit liên quan đến điện phân nước muối cô đặc để sản xuất sodium hydroxide và khí chlor, khi trộn vào tạo thành sodium hypochlorite. Đây được gọi là quá trình chloralkali, lần đầu tiên được giới thiệu trên quy mô công nghiệp vào năm 1892 và hiện là nguồn sản xuất hầu hết chlor nguyên tố và natri hydroxit. Năm 1884 Chemischen Fabrik Griesheim của Đức đã phát triển một quy trình chloralkali khác được đưa vào sản xuất thương mại vào năm 1888.
Dung dịch clo nguyên tố hòa tan trong nước có tính bazơ hóa học (natri và calci hypochlorite) lần đầu tiên được sử dụng làm chất chống thối rữa và chất khử trùng vào những năm 1820 ở Pháp, rất lâu trước khi lý thuyết vi trùng gây bệnh được hình thành.  Cách làm này được tiên phong bởi Antoine-Germain Labarraque, người đã điều chỉnh thuốc tẩy "nước Javel" của Berthollet và các chế phẩm chlor khác . Kể từ đó, chlor nguyên tố đã đóng vai trò liên tục trong việc khử trùng tại chỗ (dung dịch rửa vết thương và những thứ tương tự) và vệ sinh công cộng, đặc biệt là trong bể bơi và nước uống.
Khí chlor được sử dụng làm vũ khí lần đầu vào ngày 22 tháng 4 năm 1915, trong Trận Ypres lần thứ hai bởi quân Đức. Tác động đối với quân đồng minh là rất lớn vì mặt nạ chống hơi độc thời điểm đó rất khó triển khai và chưa được phân phối rộng rãi.

## Tính chất

### Tính chất công vật lý
Chlor là khí có mùi xốc rất độc, tan nhiều trong dung môi hữu cơ. Chlor là khí hóa lỏng dưới áp suất 8 bar ở nhiệt độ phòng. Kích thước cột chất lỏng là ca. 0.3x 3 cm. Ở nhiệt độ và áp suất tiêu chuẩn, hai nguyên tử chlor hình thành các phân tử có hai nguyên tử Cl2. Đây là một chất khí màu vàng xanh có mùi đặc biệt mạnh mẽ của nó, mùi thuốc tẩy. Sự gắn kết giữa hai nguyên tử là tương đối yếu (chỉ 242,58 ± 0,004 kJ/ mol), mà làm cho phân tử Cl2 phản ứng cao. Điểm sôi bầu không khí thường xuyên là khoảng -34˚C, nhưng nó có thể được hóa lỏng ở nhiệt độ phòng với áp lực trên 8 atm. Nguyên tố này là thành viên của nhóm halogen tạo ra một loạt các muối và được tách ra từ các chloride thông qua quá trình oxy hóa hay phổ biến hơn là điện phân. Chlor là một khí có khả năng phản ứng ngay lập tức gần như với mọi nguyên tố. Ở 10 °C một lít nước hòa tan 3,10 lít chlor và ở 30 °C chỉ là 1,77 lít.

### Đồng vị
Có hai đồng vị chính ổn định của chlor, với khối lượng 35 và 37, tìm thấy trong tự nhiên với tỷ lệ 3:1, tạo ra các nguyên tử chlor trong tự nhiên có khối lượng nguyên tử chung xấp xỉ 35.453. Chlor có 9 đồng vị với khối lượng nguyên tử trong khoảng 32 đến 40. Chỉ có hai đồng vị là có trong tự nhiên: Cl35 (75,77%) và Cl37 (24,23%) là ổn định,

### Tính chất hóa học
Ngoài những tính chất hóa học của một phi kim như tác dụng với hầu hết kim loại tạo thành muối chloride, tác dụng với hydro tạo khí hydro chloride (phản ứng này cần ánh sáng mặt trời hoặc Mg cháy, ở nhiệt độ thường trong bóng tối không xảy ra, tỉ lệ mol 1:1 là hỗn hợp nổ). Phương pháp chlor hóa là sử dụng khí chlor mới sinh (khí chlor mới sinh có khả năng hoạt hóa rất cao hơn hẳn khí chlor đã được cất giữ trong các bình chứa một thời gian) tác dụng trực tiếp với đối tượng cần chlor hóa như các kim loại, oxide kim loại hoặc các hợp chất hữu cơ (benzen, toluen...), với nước, base,...
Chlor thể hiện một số hóa tính trong phản ứng chlor hóa như sau:
a)Tác dụng với nước tạo dung dịch nước chlor:
Cl2 (k) + H2O (l) ↔ HCl (dd) + HClO (dd)
Dung dịch nước chlor là dung dịch hỗn hợp giữa Cl2, HCl và HClO nên có màu vàng lục, mùi hắc của chlor; dung dịch acid lúc đầu làm giấy quỳ chuyển sang màu đỏ nhưng nhanh chóng bị mất màu ngay sau đó do tác dụng oxy hóa mạnh của acid hypochlorơ HClO.
b)Tác dụng với dung dịch natri hydroxide NaOH tạo dung dịch nước javel:
Cl2 (k) + 2NaOH (dd) → NaCl (dd) + NaClO (dd) + H2O (l)
Dung dịch nước Javen là hỗn hợp hai muối Natri chloride NaCl và natri hypochlorit NaClO, có tính tẩy màu vì tương tự như acid hypochlorơ HClO, natri hypochlorit NaClO là chất oxy hóa mạnh.
c)Tác dụng với kim loại tạo muối chloride (trừ Au, Pt,..)
Cu + Cl2 -> CuCl2 (Cần nhiệt độ)
2Fe + 3Cl2 -> 2FeCl3
d)Ngoài ra, Cl2 còn có thể tác dụng với kiềm dạng rắn ở nhiệt độ cao:
3Cl2(k) + 6KOH (r) −(t°)-> 5KCl (dd) + KClO3 (dd) + 3H2O (l)

## Thuộc tính
Ở nhiệt độ và áp suất tiêu chuẩn, hai nguyên tử chlor hình thành các phân tử có hai nguyên tử Cl. Đây là một chất khí màu vàng xanh có mùi đặc biệt mạnh mẽ của nó, mùi thuốc tẩy. Sự gắn kết giữa hai nguyên tử là tương đối yếu (chỉ 242,580 ± 0,004 kJ / mol), mà làm cho phân tử Cl2 phản ứng cao. Điểm sôi bầu không khí thường xuyên là khoảng -34 ˚ C, nhưng nó có thể được hóa lỏng ở nhiệt độ phòng với áp lực trên 8 atm.
Ở dạng nguyên tố, chlor có dạng khí (ở điều kiện tiêu chuẩn) nhị nguyên tử (phân tử) có màu vàng lục nhạt.
Nguyên tố này là thành viên của nhóm halogen tạo ra một loạt các muối và được tách ra từ các chloride thông qua quá trình oxy hóa hay phổ biến hơn là điện phân. Chlor là một khí có khả năng phản ứng ngay lập tức gần như với mọi nguyên tố. Ở 10 °C một lít nước hòa tan 3,10 lít chlor và ở 30 °C chỉ là 1,77 lít.

## Sự phổ biến
Trong tự nhiên chlor chỉ được tìm thấy trong dạng các ion chloride (Cl-). Các ion chloride tạo ra các loại muối hòa tan trong nước biển — khoảng 1,9% khối lượng của nước biển là các ion chloride. Trong nước của biển Chết và các mỏ nước mặn ngầm thì nồng độ của các ion chloride còn cao hơn nữa.
Phần lớn các muối chloride hòa tan trong nước, vì thế các chloride rắn thông thường chỉ tìm thấy trong những vùng khí hậu khô hoặc ở sâu dưới đất. Trong lớp vỏ Trái Đất, chlor có giá trị trung bình khoảng 126 ppm,, chủ yếu ở dạng halit (muối mỏ) (natri chloride), sylvit (kali chloride) và carnalit (magnesi chloride, kali chloride ngậm sáu phân tử nước). Có hơn 2000 hợp chất của chlor vô cơ tồn tại trong tự nhiên.
Trong vũ trụ, chlor được tạo ra trong các vụ nổ siêu tân tinh.

## Sản xuất
Clo chủ yếu được sản xuất bằng quy trình chlor kiềm, mặc dù vẫn tồn tại các quy trình không phải là chlor kiềm. Sản lượng toàn cầu năm 2006 được ước tính là 65 triệu tấn. Công dụng rõ ràng nhất của chlor là khử trùng nước. 35-40% lượng clo sản xuất được sử dụng để tạo ra poly(vinyl chloride) qua 1,2-dichloroethan and vinyl chloride. Chlor được sản xuất có sẵn ở dạng xi lanh có kích cỡ từ 450 g đến 70 kg, cũng như thùng phuy (865 kg), xe bồn (15 tấn trên đường bộ; 27–90 tấn bằng đường sắt) và sà lan (600–1200 tấn)  Do khó khăn trong việc vận chuyển nguyên tố clo nên cơ sở sản xuất thường được đặt gần nơi tiêu thụ. Ví dụ, các nhà sản xuất vinyl chloride như Westlake Chemical và công ty nhựa Formosa tích hợp quá trình chlor kiềm.
Về công nghiệp, chlor nguyên tố được sản xuất bằng cách điện phân dung dịch natri chloride bão hòa. Cùng với chlor, quy trình khử chlor của kim loại kiềm sinh ra khí hydro và natri hydroxide, theo phản ứng sau:
2NaCl + 2H2O → Cl2 + H2 + 2NaOH

### Quy trình không sử dụng điện phân
Trong quy trình Deacon, hydro chloride thu hồi từ quá trình sản xuất các hợp chất cơ-chlor được thu hồi dưới dạng chlor. Quá trình này dựa vào quá trình oxy hóa sử dụng oxy:
4 HCl + O2 → 2 Cl2 + 2 H2O
Phản ứng trên cần có chất xúc tác. Như Deacon đã giới thiệu, các chất xúc tác ban đầu được làm từ đồng. Các quy trình thương mại, chẳng hạn như Quy trình Mitsui MT-Chlorine, đã chuyển sang sử dụng chất xúc tác dựa trên crom và ruthenium.

## Ứng dụng
Natri chloride là hợp chất chlor phổ biến nhất, và nó là nguồn chlor chính cho nhu cầu bởi ngành hóa học. Khoảng 15000 hợp chất chứa chlor được buôn bán thương mại, bao gồm các hợp chất đa dạng như methan và ethane đã được chlor hóa, vinyl chloride, polyvinyl chloride (PVC) nhôm trichloride cho quá trình xúc tác, muối chlor của magnesi, titani, zirconi, và hafni và là tiền chất để tạo ra dạng tinh khiết của các nguyên tố đó.
Về mặt định lượng, trong tổng số clo nguyên tố được sản xuất, khoảng 63% được sử dụng trong sản xuất các hợp chất hữu cơ và 18% trong sản xuất các hợp chất chlor vô cơ. Khoảng 15000 hợp chất chlor được sử dụng trong thương mại. 19% lượng chlor còn lại được sử dụng để tẩy trắng và khử trùng. Hợp chất hữu cơ quan trọng nhất nếu tính về sản lượng là 1,2-dichloroethan và vinyl chloride, chất trung gian trong quá trình sản xuất PVC. Một số hợp chất cơ-chlor quan trọng khác bao gồm chloromethan, dichloromethan, chloroform, vinylidene chloride, trichloroethylene, perchloroethylene, allyl chloride, epichlorohydrin, chlorobenzene, dichlorobenzene, và trichlorobenzene. Các hợp chất vô cơ chính bao gồm HCl, Cl2O, HOCl, NaClO3, isocyanurate đã được chlor hóa, AlCl3, SiCl4, SnCl4, PCl3, PCl5, POCl3, AsCl3, SbCl3, SbCl5, BiCl3, và ZnCl2.
Chlor là một hóa chất quan trọng trong làm tinh khiết nước, trong việc khử trùng hay tẩy trắng và là khí mù tạt trong chiến tranh
Chlor được sử dụng rộng rãi trong sản xuất của nhiều đồ vật sử dụng hàng ngày.
- Sử dụng (trong dạng acid hypochlorơ HClO) để diệt khuẩn từ nước uống và trong các bể bơi. Thậm chí một lượng nhỏ nước uống hiện nay cũng là được xử lý với chlor.
- Sử dụng rộng rãi trong sản xuất giấy, khử trùng, thuốc nhuộm, thực phẩm, thuốc trừ sâu, sơn, sản phẩm hóa dầu, chất dẻo, dược phẩm, dệt may, dung môi và nhiều sản phẩm tiêu dùng khác.

Trong hóa hữu cơ chất này được sử dụng rộng rãi như là chất oxy hóa và chất thế vì chlor thông thường tạo ra nhiều thuộc tính có ý nghĩa trong các hợp chất hữu cơ khi nó thây thế hydro (chẳng hạn như trong sản xuất cao su tổng hợp).
Chlor cũng được sử dụng trong sản xuất các muối chlorat, chloroform, carbon tetrachloride và trong việc chiết xuất brom.

### Sử dụng làm vũ khí

#### Thế chiến I
Khí chlor được sử dụng làm vũ khí lần đàu vào Chiến tranh thế giới thứ nhất bởi Đức vào ngày 22 tháng 4 năm 1915, trong trận Ypres lần thứ hai.  Nó được miêu tả là có vị kim loại và gây rát ở cổ họng và ngực. Chlor phản ứng với nước trong niêm mạc phổi tạo thành acid hydrochloric, phá hủy mô sống và có khả năng gây tử vong. Hệ thống hô hấp của con người có thể được bảo vệ khỏi khí chlor bằng mặt nạ phòng độc có chứa than hoạt tính hoặc các bộ lọc khác. Điều này làm cho khí chlor ít gây chết người hơn nhiều so với các loại vũ khí hóa học khác. Nó được một nhà khoa học người Đức tiên phong sau này đoạt giải Nobel, Fritz Haber của viện Kaiser Wilhelm tại Berlin, phối hợp với Tập đoàn hóa chất IG Farben của Đức, để phát triển các phương pháp xả khí chlor chống lại kẻ thù ở dưới mương. Sau lần sử dụng đầu tiên, cả hai bên trong cuộc xung đột đều sử dụng clo làm vũ khí hóa học, nhưng chất này nhanh chóng được thay thế bằng khí phosgene và khí mù tạt; cả hai đều nguy hiểm hơn chlor

#### Trung Đông
Khí chlor cũng được sử dụng trong Chiến tranh Iraq ở tỉnh Anbar năm 2007, khi quân nổi dậy đóng bom xe tải bằng đạn súng cối và bình khí chlor. Các cuộc tấn công đã giết chết hai người do chất nổ và khiến 350 người bị bệnh. Hầu hết các trường hợp tử vong là do lực của vụ nổ chứ không phải do ảnh hưởng của chlor vì khí độc dễ dàng bị phân tán và pha loãng trong khí quyển bởi vụ nổ. Trong một số vụ đánh bom, hơn một trăm thường dân phải nhập viện do khó thở. Chính quyền Iraq thắt chặt an ninh đối với nguyên tố chlor, chất cần thiết để cung cấp nước uống an toàn cho người dân
Vào ngày 23 tháng 10 năm 2014, có thông tin cho rằng Nhà nước Hồi giáo Iraq và Levant đã sử dụng khí chlor ở thị trấn Duluiyah, Iraq.  Phân tích trong phòng thí nghiệm về các mẫu quần áo và đất đã xác nhận việc sử dụng khí chlor nhằm chống lại Lực lượng Peshmerga của người Kurd trong một cuộc tấn công bằng thiết bị nổ ngẫu hứng bằng phương tiện vào ngày 23 tháng 1 năm 2015 tại Quốc lộ 47 nút giao Kiske gần Mosul.
Một đất nước Trung Đông khác, Syria, đã sử dụng khí chlor như một vũ khí hóa học  được vận chuyển bằng bom thùng và tên lửa . Vào năm 2016, Cơ chế điều tra chung giữa Tổ chức Cấm Vũ khí Hóa học-Liên Hiệp Quốc (OPCW-UN) kết luận rằng chính phủ Syria đã sử dụng chlor làm vũ khí hóa học trong ba cuộc tấn công riêng biệt. Các cuộc điều tra sau đó của Nhóm Điều tra và Nhận dạng của Tổ chức Cấm Vũ khí Hóa học đã kết luận rằng Không quân Syria chịu trách nhiệm về các cuộc tấn công bằng chlor vào năm 2017 và 2018.

## Vai trò sinh học
Anion chloride là một dưỡng chất cần thiết cho quá trình trao đổi chất. Cơ thể cần chlor để sản xuất acid hydrochloric trong dạ dày và trong chức năng bơm tế bào. Nguồn dinh dưỡng chính của chloride là muối ăn, hoặc natri chloride. Nồng độ chloride trong máu quá thấp hoặc quá cao là ví dụ về rối loạn điện giải. Hạ chlor huyết (có quá ít chloride) hiếm khi xảy ra nếu không có các bất thường khác. Nó đôi khi liên quan đến tình trạng toan hô hấp. Nó cũng có thể liên quan đến nhiễm toan hô hấp mãn tính. Tăng chlor huyết (có quá nhiều chloride) thường không gây ra triệu chứng. Khi các triệu chứng xảy ra, chúng có xu hướng giống với triệu chứng tăng natri máu (có quá nhiều natri). Giảm chloride máu dẫn đến mất nước não; các triệu chứng thường xảy ra nhất do bù nước nhanh dẫn đến phù não. Tăng chlor huyết có thể ảnh hưởng đến việc vận chuyển oxy.

## Nguy hiểm
Chlor là khí độc tấn công vào hệ hô hấp, mắt và da. Vì nó nặng hơn không khí, nó thường tích tụ ở dưới những khu vực thông gió kém. Khí chlor là chất oxy hóa mạnh, và nó có thể phản ứng với những chất dễ cháy.
Có thể phát hiện chlor bằng các thiết bị đo ở nồng độ thấp tới 0,2 phần triệu (ppm) và bằng mùi ở mức 3 ppm. Ho và nôn mửa có thể xảy ra ở ngưỡng 30 ppm và tổn thương phổi ở ngưỡng 60 ppm. Khoảng 1000 ppm có thể gây tử vong sau vài lần hít thở sâu khí này. Nồng độ nguy hiểm ngay đến tính mạng và sức khỏe là 10 ppm. Hít thở nồng độ thấp hơn có thể làm kích thích hệ hô hấp và tiếp xúc với khí này có thể gây kích ứng mắt. Khi hít khí chlor ở nồng độ lớn hơn 30ppm, nó phản ứng với nước ở trong phổi, tạo ra acid hydrochloric (HCl) và acid hypochlorous (HOCl).
Khi được sử dụng ở ngưỡng cho phép để khử trùng nước, phản ứng của chlor với nước không phải là mối lo ngại lớn đối với sức khỏe con người. Các chất khác có trong nước có thể tạo ra các sản phẩm khử trùng phụ có liên quan đến những tác động tiêu cực đến sức khỏe của con người.
Tại Hoa Kỳ, Cơ quan Quản lý An toàn và Sức khỏe Nghề nghiệp (OSHA) đã đặt ra giới hạn phơi nhiễm cho phép đối với chlor nguyên tố ở mức 1 ppm hoặc 3 mg/m3. Viện An toàn và Sức khỏe Lao động Quốc gia đã chỉ định giới hạn phơi nhiễm được khuyến nghị là 0,5 ppm trong vòng 15 phút.
Tại nhà, sự cố xảy ra khi trộn chất tẩy chứa hypochlorite với một số chất axit dùng để thông cống, từ đó tạo ra khí chlor. Chất tẩy rửa hypochlorite (một phụ gia giặt ủi phổ biến) khi kết hợp với ammonia (một phụ gia giặt ủi phổ biến khác) tạo ra các chloramine, một nhóm hóa chất độc hại khác.